# Korovi
Korovi (szerbül: Корови), település Bosznia-Hercegovinában, Srbac községben, Bosanska krajina területén, a Szerb Köztársaságban. 

## Fekvése
Bosznia-Hercegovina északi részén, Banja Lukától légvonalban 56, közúton 74 km-re északkeletre, községközpontjától légvonalban 20, közúton 24 km-re keletre, a Motajica-hegység északi részén és a Száva déli partján, a Srbac-Derventa főút mentén, 88-325 méteres tengerszint feletti magasságban található. Itt ömlik az Osovica-patak a Szávába.

## Népessége
| Nemzetiségi csoport | Népesség 1991 | Népesség 2013 |
| ------------------- | ------------- | ------------- |
| Szerb               | 525           | 334           |
| Bosnyák             | 0             | 2             |
| Horvát              | 3             | 2             |
| Jugoszláv           | 6             | 0             |
| Egyéb               | 0             | 1             |
| Összesen            | 534           | 339           |

## Története
A térség 1878-ig tartozott az Oszmán Birodalomhoz, ekkor a berlini kongresszus határozata alapján az Osztrák-Magyar Monarchia része lett. 1879-ben az első osztrák-magyar népszámlálás során a Derventi járáshoz tartozó településnek 25 háztartása és 208 ortodox lakosa volt. 1910-ben a Prnjavori járáshoz tartozó településen 53 háztartást, 279 ortodox és 8 római katolikus lakost találtak.A monarchia szétesésével 1918-ban előbb a Szerb-Horvát-Szlovén Királyság, majd 1929-től a Jugoszláv Királyság része. Az 1929-es törvény értelmében, amikor Bosznia-Hercegovinát négy banovinára, Drinskára, Vrbaskára, Zetskára és Primorskára osztották, a település a Vrbaska banovina része lett, amelynek székhelye Banja Luka volt Jugoszlávia megszállása után a Független Horvát Állam (NDH) része lett. A második világháború után a település a szocialista Jugoszláviához tartozott. A daytoni békeszerződést követő területfelosztásnál a település Srbac község részeként a Szerb Köztársaság területéhez került. 